# (5513) Yukio
Pour les articles homonymes, voir Yukio.
(5513) Yukio est un astéroïde de la ceinture principale.

## Description
(5513) Yukio est un astéroïde de la ceinture principale. Il fut découvert le 27 novembre 1988 à Oohira par Watari Kakei, Minoru Kizawa et Takeshi Urata. Il présente une orbite caractérisée par un demi-grand axe de 2,21 UA, une excentricité de 0,05 et une inclinaison de 1,7° par rapport à l'écliptique.

## Compléments